# Yinhe Shuiku
Yinhe Shuiku (kinesiska: 音河水库) är en reservoar i Kina. Den ligger i provinsen Heilongjiang, i den nordöstra delen av landet, omkring 340 kilometer nordväst om provinshuvudstaden Harbin. Yinhe Shuiku ligger 200 meter över havet. Arean är 24,1 kvadratkilometer. Trakten runt Yinhe Shuiku består till största delen av jordbruksmark. Den sträcker sig 7,4 kilometer i nord-sydlig riktning, och 7,8 kilometer i öst-västlig riktning.
Genomsnittlig årsnederbörd är 773 millimeter. Den regnigaste månaden är juli, med i genomsnitt 282 mm nederbörd, och den torraste är januari, med 7 mm nederbörd.